# Liga Portuguesa de Futebol Profissional
Die Liga Portuguesa de Futebol Profissional (LPFP, Portugiesisch für: Portugiesische Liga des Profifußballs) ist eine Organisation, die für den Profifußball in Portugal zuständig ist. So werden die Primeira Liga (erste Liga), die Segunda Liga (zweite Liga) und seit der Saison 2007/2008 der Ligapokal „Taça da Liga“ betrieben. Die LPFP ist eine Gesellschaft privaten Rechts.

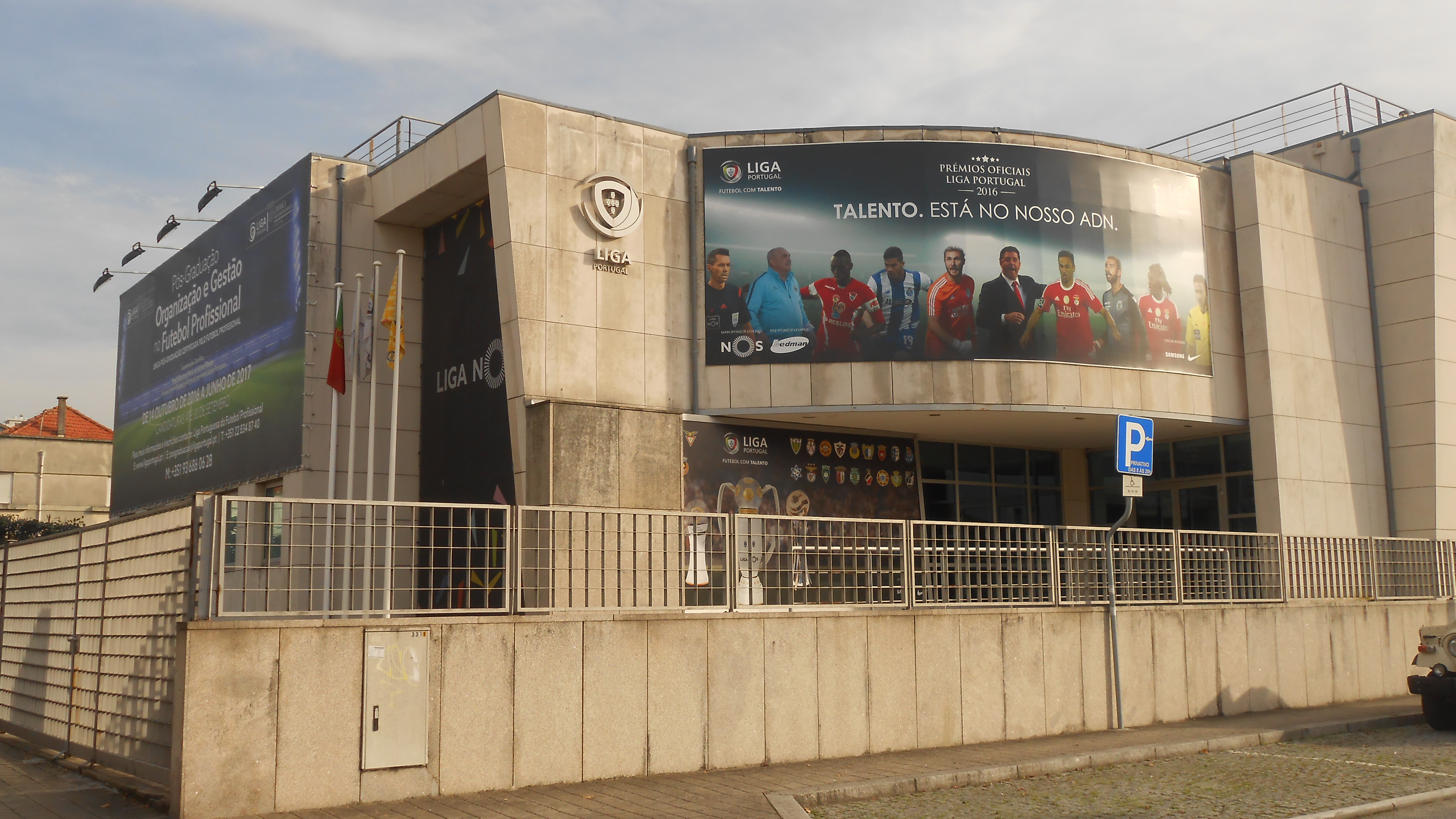
Der Sitz der Liga Portuguesa de Futebol Professional in Porto

Sie wurde 1978 als Liga Portuguesa de Clubes de Futebol Profissional gegründet und hat ihren Sitz in Porto. Die LPFP ist in etwa die portugiesische Entsprechung des deutschen Ligaverbandes.
Zusammen mit 23 weiteren nationalen Profiliga-Verbänden ist die LPFP Gründungsmitglied des im Februar 2016 in Zürich gegründeten internationalen World Leagues Forum, dessen Ziel es unter anderem ist, die Interessen der Profiligen zu bündeln und deren gemeinsame Ansichten vor der FIFA sowie weiteren Institutionen aus Sport und Politik zu vertreten.

## Präsidenten der LPFP
| Zeitraum  | Präsident                             |
| --------- | ------------------------------------- |
| 1989–1994 | Valentim Loureiro                     |
| 1994–1995 | Manuel Damásio                        |
| 1995–1996 | Jorge Nuno Pinto da Costa             |
| 1996–2006 | Valentim Loureiro                     |
| 2006–2010 | Hermínio Loureiro                     |
| 2010–2011 | Fernando Soares Gomes da Silva        |
| 2012–2014 | Mário Silvares de Carvalho Figueiredo |
| 2014–2015 | Luís Duque                            |
| seit 2015 | Pedro Proença                         |